# Esplanaden (Riga)
Esplanaden (lettisk: Esplanāde) er et rummeligt parkanlæg i den østlige del af Rigas centrum, hovedstaden i Letland.
Pladsen benyttedes indtil 1812 som eksercerplads af tsaristiske tropper, et område som frem til midten af 1800-tallet lå udenfor Rigas befæstning, og som hovedsagelig bestod af sanddyner.
Området købtes af Rigas byråd, og blev første gang bebygget, efter det fandtes egnet til opførslen af et udstillingsområde i anledning af 700-året for Rigas grundlæggelse i 1901. Frem til 1. verdenskrig var det bynære område blevet omringet af bebyggelse efter udvidelsen af Rigas østlige forstæder. Her opførtes blandt andet bygningen hvor Letlands Kunstakademi i dag har til huse, Letlands Nationale Kunstmuseum og Kristi Fødsel-Katedralen.
På parkområdet står i dag flere mindesmærker for betydelige personligheder gennem Letlands historie, blandt andre af forfatteren Rainis.